# SIAM Journal on Scientific Computing
Pour les articles homonymes, voir Siam.
SIAM Journal on Scientific Computing (anciennement SIAM Journal on Scientific & Statistical Computing) est une revue bimestrielle internationale à comité de lecture pour les problèmes de calcul scientifique : analyse numérique, algorithmique et codes de calcul. Créée en 1980 par la Society for Industrial and Applied Mathematics (SIAM), elle est publiée en anglais. Son facteur d'impact en 2016 est 2.96 selon le Journal Citation Reports.